# Пшада (река)
Пша́да — река на западе Краснодарского края, стекающая с южного склона Главного Кавказского хребта. Длина реки 34 км. Площадь водосборного бассейна насчитывает 358 км².

## Гидрография
Исток расположен на перевале между вершинами Пшада (741 метр) и Папай (818,68 метра). Впадает в Чёрное море, в районе бухты Пшада, находящейся у пляжа села Криница.
В верховье Пшада представляет собой типичную горную реку, протекающей в ущелье с крутыми каменистыми склонами, покрытыми густым лесом. В русле реки много валунов. В среднем течении долина реки расширяется и становится более пологой, а течение реки успокаивается. Водный режим характеризуется высокими резкими подъёмами уровня воды в паводки, во время таяния снегов и периоды сильных осадков.
В верховьях бассейна реки (в частности на правом притоке — Красная Речка), расположены — Пшадские водопады, состоящая из около ста различных водопадов.
Одноимённое селение Пшада расположено на реке в 35 км к востоку от Геленджика и в 12 км от побережья Чёрного моря.

## Притоки
Объекты перечислены по порядку от устья к истоку.
- 8 км: Догуаб
- 22 км: Кочкарёва щель
- 26 км: Папай
- Холодный Родник[5]

## Галерея

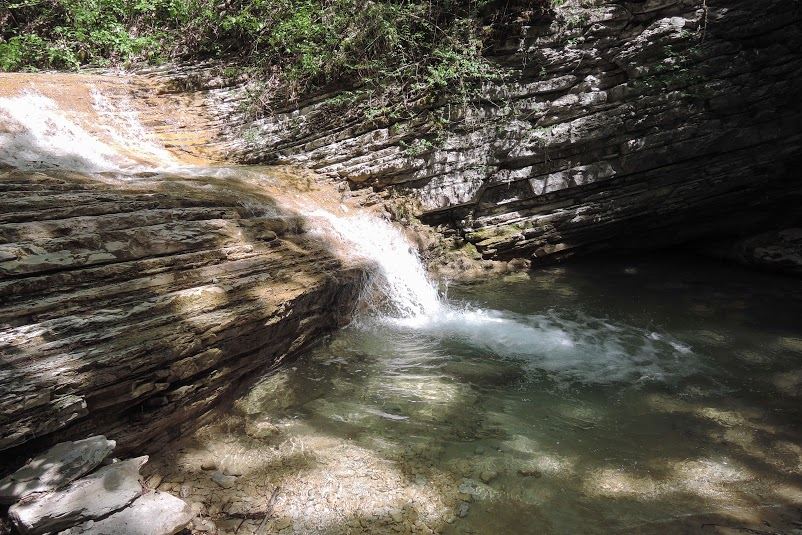
Водопад на реке Пшаде
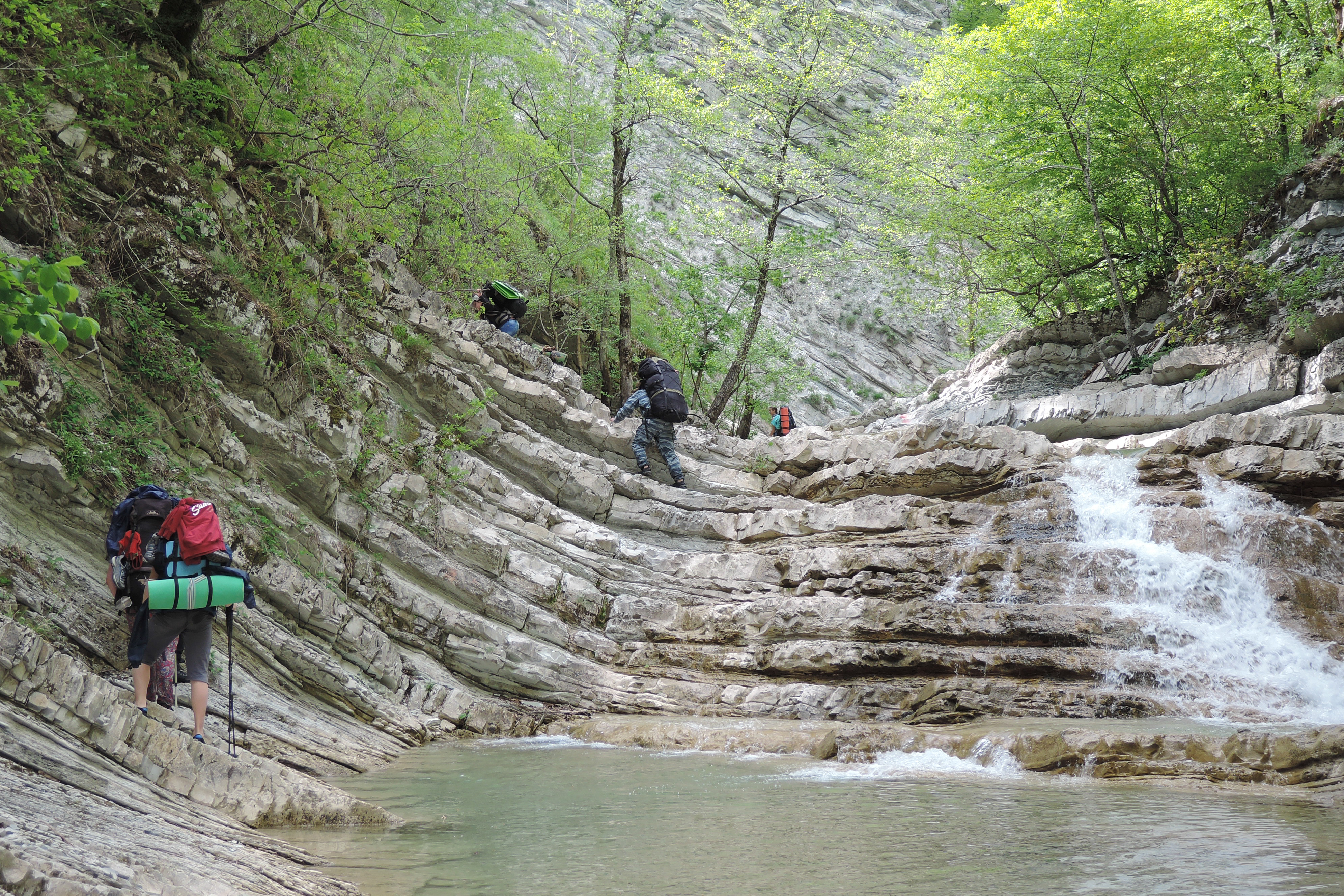
Туристы идут по реке Пшаде
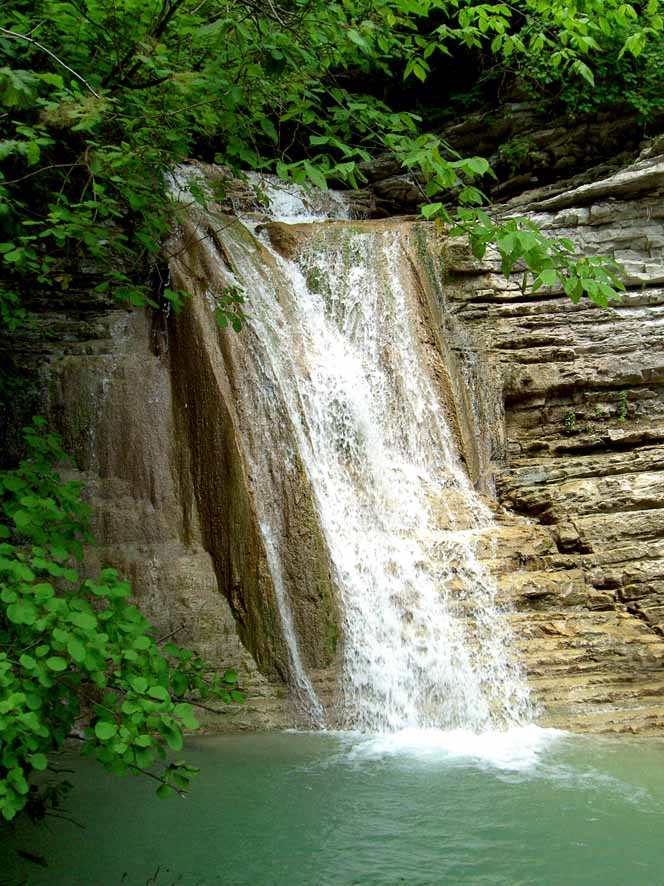
Водопад на реке Пшаде
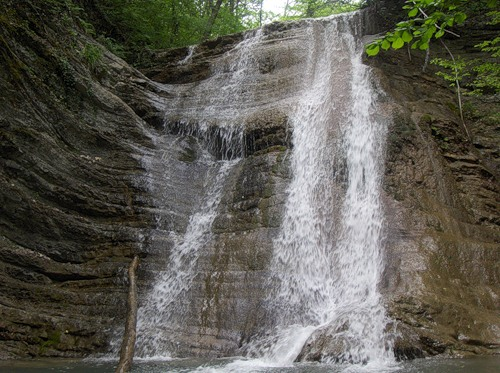
Водопад на реке Пшаде